# Музей истории туалета
Музей истории туалета — частный музей в Киеве, открытый 5 сентября 2007 года. Входит в десятку самых интересных и необычных музеев Украины; здесь представлена самая большая в мире коллекции сувенирных унитазов, занесённая в 2015 году Книгу рекордов Гиннеса.
Это единственный музей, посвящённый культуре в Восточной Европе. Его экспозиция охватывает все этапы развития туалета: от древнейшего каменного туалетного стула до первого британского ватерклозета и самых современных систем переработки отходов. Коллекция постоянно пополняется подлинными антикварными экспонатами со всего мира. Важное направление деятельности музея — распространение среди посетителей информации о защите окружающей среды, санитарии и гигиене.
Экспонаты размещены в хронологическом порядке в секциях: «Первобытное общество», «Античность», «Средневековье», «Возрождение», «XVII—XXI века», «Art WC».
Также в музее представлена самая большая коллекция сувенирных унитазов в мире. В кинозале можно посмотреть видео о туалетах на различных европейских языках.

## Помещение
Музей расположен в историческом здании «Башня № 5», которое является частью комплекса оборонительных сооружений «Киевская крепость». Строительство башни началось в 1833 году и длилось 13 лет. Она была интендантской, то есть предназначенной для хранения продовольствия и амуниции. В советское время по приказу министра обороны в этом помещении оборудовали военный склад. После 1991 года Башня была передана подразделению Главного вещевого управления Штаба Вооружённых Сил Украины, которое занималось моделированием новых образцов военной формы и вещевого имущества для ВСУ. В 1999 году в здании оборудовали офисные помещения.

## Коллекция сувенирных унитазов
В Музее истории туалета находится самая большая коллекция сувенирных унитазов в мире. Она насчитывает более 600 экспонатов. Сувениры были привезены со всего мира владельцами, их друзьями и посетителями музея. В дополнение к традиционным статуэткам туалетов есть различные пепельницы, зажигалки, брелоки, табачные трубки в форме унитазов, а также юмористические вывески, на которых показано, как правильно пользоваться унитазом.

## Экспозиция
Музей посвящён одной теме — туалету, но в самом широком смысле этого слова: туалету как отхожему месту, комнате для одевания и наряду. Поэтому в его экспозиции представлены как туалетные стулья и современные унитазы, так и различные гигиенические принадлежности: биде, кувшины, рукомойники. Посетители музея также смогут ознакомиться с историей возникновения таких вещей первой необходимости как зубная щетка, туалетная бумага, мыло.
Экспонаты музея размещены в хронологическом порядке, согласно истории возникновения туалетных принадлежностей.

### Первобытное общество
Экспонаты иллюстрируют культуру повседневной жизни древних народов и цивилизаций. Здесь представлены макеты первых туалетов. В частности, каменное туалетное сидение с поселения Скара-Брей (Шотландия), смывной туалет с дома Мохеджо-Даро (Индская цивилизация), традиционный китайский писсуар и деревянный туалет с гробницы архитектора Ха (Египет).

### Античность
Это отделение представляет фундаментальное исследование гигиены и санитарии в Античной Греции и Риме. Здесь собрано много экспонатов и стендов, которые иллюстрируют развитие водопровода, канализации и муниципальных коммуникаций. Представлены макеты древнеримских туалетов и центрального канализационного канала – Клоаки Максимы. Кроме того, посетителям расскажут, как функционировали туалеты для знати – форики и почему там засиживались на 4 часа.

### Туалет в Средние века
В этом отделении, имитирующем узкую и грязную средневековую улицу, можно увидеть манекены крысолова и чумного врача. Также здесь представлены различные типы уборных в средневековом замке, а также самый распространённый туалет тех времён – ночной горшок. Посетители ознакомятся с культурой повседневной жизни в средневековом городе, в частности, узнают, почему люди кричали: «Осторожно, выливаю!» и какие профессиональные обязанности были у человека-туалета.

### Ренессанс
Самый ценный экспонат этой секции — смывной туалет, построенный по чертежам Леонардо да Винчи. Кроме того, посетители смогут узнать, как проходили «заседания на горшке», и что еще, кроме сокровищ, мореплаватели перевозили в сундуках.

### XVII—XXI века
Экспозиция этого отделения состоит из различных гигиенических принадлежностей, ночных горшков, стульев-туалетов и земляного туалета Генри Моула. Также здесь представлены имена людей, которые создали и усовершенствовали современный ватерклозет, начиная с Джона Харрингтона, сконструировавшего первый смывной туалет для своей крестной матери королевы Елизаветы I, и до Томаса Креппера, придумавшего поплавковый клапан и систему «Потяни за веревочку».
Посетители смогут больше узнать о ватерклозетах в транспорте, в частности, о современных методах переработки нечистот на космических кораблях, а также о туалетах в тюрьмах. Здесь расскажут, почему в царской России деревянную бочку в камерах начали называть парашей.
Самые ценные экспонаты этого отделения: полевой туалет времён Первой мировой войны, викторианская ночная ваза второй половины XIX столетия, немецкое портативное биде первой половины XIX столетия, антикварные туалетные принадлежности Saint Amand et Hamade Nord, детский горшок с колокольчиком из легендарной уэльской гончарной лавки Portmeirion Pottery.
XXI век представлен писсуарами, биде, биотуалетами и японским туалетом «ТОТО».

### Art WC
На артплощадка представлены макет «Фонтана» — писсуара, подписанного Марселем Дюшаном «R.Mutt» и выставленного в галерее как предмет искусства. Также здесь есть и другие туалеты, имеющие художественную ценность: разрисованные унитазы, писсуар-гильотина и таблички-комиксы на туалетную тематику.